# 李康生
李 康生（リー・カンション、1968年10月20日 - ）は、台湾の俳優、映画監督、脚本家である。

## 経歴
台北市生まれ。高校卒業後に大学入試に失敗して予備校に通っていたころ、生活費のためにアルバイトをしていた先のゲームセンターで映画監督の蔡明亮と出会い、蔡が演出するテレビドラマの出演者に抜擢された。以後、蔡が監督した映画すべてに出演し、蔡の作品に欠かせない存在となった。蔡の作品ではいずれも、李自身の愛称でもある「小康」（シャオカン）という役名で出演している。蔡以外の監督による作品では、林正盛の『放浪』（1997年）、アン・ホイの『千言萬語』（1999年）、王童の『自由門神』（2002年）などに出演している。
2003年に『迷子』で監督・脚本にも進出し、2007年に発表した『ヘルプ・ミー・エロス』はヴェネツィア国際映画祭の金獅子賞にノミネートされた。2009年のオムニバス作品『台北24時』では短編「Remembrance」を監督した。

## フィルモグラフィー

### 出演
- 青春神話（1992年）
- 愛情萬歳（1994年）
- 河（1997年）
- Hole-洞（1998年）
- ふたつの時、ふたりの時間（2001年）
- 楽日（2003年）
- 西瓜（2005年）
- 黒い眼のオペラ（2006年）
- ヴィザージュ（2009年）
- 郊遊 ピクニック（2013年）
- あなたの顔（2018年）
- 縄の呪い2（2020年）
- ザラタン 大海の怪物（2020年）
- 日子（2020年）
- COME & GO カム・アンド・ゴー（2020年）
- ホテルアイリス（2021年）

### 監督
- 迷子（2003年） - 兼脚本
- ヘルプ・ミー・エロス（2007年） - 兼脚本・主演
- 台北24時「Remembrance」（2009年） - 兼脚本

## 受賞
- 1995年：ナント三大陸映画祭最優秀主演男優賞『愛情萬歳』
- 2003年：釜山国際映画祭最優秀アジア新人作家賞『迷子』
- 2013年：第50回金馬奨最優秀主演男優賞（『郊遊 ピクニック』）[5]
- 2024年：第18回アジア・フィルム・アワード 助演男優賞（英語版）（『黙視録（英語版）』）[6]